# Metromenus sphodriformis
Metromenus sphodriformis är en skalbaggsart som beskrevs av Sharp 1903. Metromenus sphodriformis ingår i släktet Metromenus och familjen jordlöpare. Inga underarter finns listade i Catalogue of Life.